# Baarzandse Kreek
De Baarzandse Kreek is een kreek en natuurgebied ten zuidoosten van Groede in Zeeuws-Vlaanderen. Het gebied meet 25 ha en is eigendom van de Stichting Zeeuwse Landschap.

## Geschiedenis
De kreek is ontstaan in 1585, toen de geuzen de dijken doorstaken. Ze ligt in de Oude Groedsche Polder, die reeds in de 12e eeuw werd ingepolderd. De Baarzandse Kreek volgt min of meer de loop van de voormalige Groedschen Waterganc. In 1613 werd dijkherstel gefinancierd door Jacob Cats (zie: Catspolders). Sinds die tijd is de kreek gedeeltelijk verland.

## Natuurgebied
Tegenwoordig bestaat het gebied uit een restant aan open water, omzoomd door drassige oeverlanden. Slechts op enkele plaatsen komen brakwaterplanten voor, met name zilte rus, moeraszoutgras en aardbeiklaver. De meeste waterplanten duiden op een zoet milieu.
Tot de broedvogels behoren kievit, tureluur, grutto, scholekster en slobeend. In het winterseizoen verblijven vele grauwe ganzen, kolganzen en smienten in het gebied, terwijl ook veel trekvogels de kreek bezoeken.
Het gebied is niet publiek toegankelijk, maar is te overzien vanaf Rijksweg 58, waar zich ook een uitkijkbordes bevindt.